# Mitú
Mitú é município colombiano e a capital do departamento de Vaupés, situada sobre o rio Vaupés. É um pequeno povoado que constitui o núcleo dos serviços (transporte y comercio) que se brindam para o departamento. Etimologicamente Mitú significa Paujil, nome de uma ave silvestre do oriente colombiano na língua yeral.